# Huara antarctica
Huara antarctica là một loài nhện trong họ Amphinectidae. Loài này phân bố ở Aucklandeilanden.